# Koshari
O koshari, koshary ou kushari (em árabe:كشرى) é um prato tradicional egípcio, no qual se mistura macarrão, arroz frito, aletria e lentilhas coberto de molho de tomate picante, molho de alho e guarnecido com grão de bico e cebola frita crocante. Geralmente é servido com pitadas de alho. Vinagre e molho picante são opcionais.

## História
Nos livros egípcios de Gênesis, o terminologia egípcia "koshir" significava "alimento dos rituais dos deuses", o koshir era um prato de café da manhã que consistia em lentilhas, trigo, grão de bico, alho e cebola cozidos em potes de barro. Alegou-se que o relato original do livro remonta a Manetão. No entanto, nas obras coletadas de Maneto, nenhuma menção a Koshir foi encontrada. A palavra não está relacionada às leis dietéticas judaicas conhecidas como kosher. Um sacerdote de Heliópolis o descreveu como um alimento para comer após o jejum no 11º dia de Pachons, um mês do antigo calendário egípcio. O termo koshari é conhecido como "A comida dos pobres"; consiste em cebola frita, lentilha, arroz, macarrão e molho vermelho. Está um pouco associado com a culinária mediterrânia, mas o prato egípcio contém ingredientes e sabores diferenciados, especialmente o molho de limão egípcio local, que lhe confere o sabor único pelo qual o prato é popular.
Em 1853, em seu livro "Journey to Egypt and the Hijaz", o explorador Richard Burton documentou sobre o koshari como a refeição do café da manhã do povo de Suez que incluía lentilhas, arroz, manteiga, cebola e limões em conserva.
O koshari foi vendido em carrinhos nos primeiros anos e mais tarde foi apresentado aos restaurantes.
Este prato é muito popular entre trabalhadores e comum em eventos de catering, como conferências. Pode ser preparado em casa e também servido em barracas de rua e restaurantes em todo o Egito; alguns restaurantes são especializados em koshari, excluindo outros pratos, enquanto outros o apresentam como um item entre muitos. Como o koshari preparado tradicionalmente não contém nenhum produto de origem animal, pode ser considerado um prato vegano, desde que utilize óleo vegetal.

## Variações
O koshari de Alexandria é bastante diferente de outras receitas de koshari, com variações significativas de sabor, cor e textura. O processo de cozimento inclui lentilhas amarelas e arroz; também se usa curry e cominho no arroz, dando ao koshari uma cor única. Também podem ser adicionados ovos, que são cozidos e depois fritos em ghee ou manteiga, bem como tomates levemente em conserva em vez de molho de tomate e batatas fritas como acompanhamento.
O prato também ganhou popularidade fora do Egito nos últimos anos, especialmente no leste da Arábia e no Iêmen. Existem variações em cada país ou região, como adicionar legumes grelhados e usar arroz basmati cozido branco ou amarelo. Outras receitas dessas regiões incluem o uso de outros tipos de macarrão. As receitas também podem incluir frango, tornando-as mais próximas do kabsa.
O koshari instantâneo é semelhante ao macarrão instantâneo em preparação.

## Ligçações Externas
- Media relacionados com Koshari no Wikimedia Commons